# 桌面虚拟化

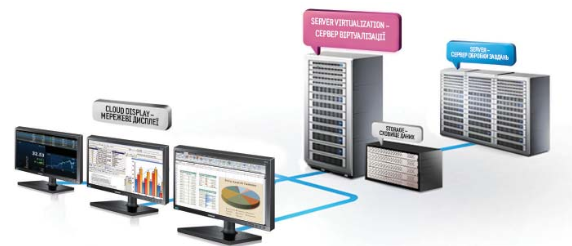

桌面虚拟化，是基于服务器虚拟化诞生出的一种技术，其将所有桌面PC所需的操作系统软件、应用程序软件、用户数据全部存放到后台服务器中，通过专门的管理系统赋予给特定用户，用户通过专用的网络传输协议连接到后端服务器分配的桌面资源，连接后，用户可在连接本地终端上直接使用后台运行的桌面系统，使用体验基本与物理PC一致。
在使用虚拟桌面時，PC操作系统在后台服务器端运行，本地终端仅用于连接显示作用；用户可使用任意终端在任意地点、任意可连接的网络环境下，使用虚拟桌面。